# 야가미 소이치로
야가미 소이치로(일본어: 夜神 総一郎)는 만화 데스노트의 조연이며 야가미 라이토의 아버지이다. 생년월일은 1955년 7월 12일이고 사망일은 2009년 11월 11일이다. 애니판 성우는 우치다 나오야/장광이다.